# Зомби (журнал)
«Зомби» — самиздатовский рок-журнал, издававшийся в Москве с 1984 по 1992 год Натальей «Кометой» Комаровой.

## История
Рок-журнал «Зомби» был создан осенью 1984 года Натальей «Кометой» Комаровой, которая и возглавляла его редколлегию на протяжении всех выпущенных 16 номеров, вплоть до 1992 года.

## Круг музыкантов, литераторов и художников
Группы «Алиса», «Аквариум», «Весёлые картинки», Восточный синдром, Комитет охраны тепла, Миссия: Антициклон, НИИ Косметики, Новый художественный ансамбль, Ночной проспект, Сезон дождей, Чолбон и мн. др.

## С журналом сотрудничали
- Сергей Гурьев
- Алексей Коблов
- Владимир Марочкин